# José Antônio de Oliveira Silva
José Antônio de Oliveira Silva (? — ?) foi um político brasileiro.
Foi presidente da província de Sergipe, nomeado por carta imperial de 2 de junho de 1851, de 19 de julho de 1851 a 14 de julho de 1853.